# Moustapha Salifou
Moustapha Salifou (1 de junio de 1983, Lomé, Togo) es un futbolista togolés Juega como centrocampista  y su equipo  actual es el Türkspor Augsburg de Alemania.

## Selección nacional
Ha sido internacional con la Selección de fútbol de Togo, con la ha jugado 66 partidos internacionales.

### Participaciones en Copas del Mundo
| Mundial                     | Sede     | Resultado      | Partidos | Goles |
| --------------------------- | -------- | -------------- | -------- | ----- |
| Copa Mundial de Fútbol 2006 | Alemania | Fase de grupos | 3        | 0     |

## Clubes
| Club                        | País       | Año             |
| --------------------------- | ---------- | --------------- |
| Rot-Weiß Oberhausen         | Alemania   | 2002 - 2005     |
| Stade Brest                 | Francia    | 2005 - 2006     |
| FC Wil                      | Suiza      | 2006 - 2007     |
| Aston Villa                 | Inglaterra | 2007 - 2011     |
| 1. Fußball-Club Saarbrücken | Alemania   | 2011 - 2012     |
| TSV 1860 Rosenheim          | Alemania   | 2014            |
| Türkspor Augsburg           | Alemania   | 2015 - Presente |

- Datos: Q311163
- Multimedia: Moustapha Salifou / Q311163